# فینال جام حذفی فوتبال انگلستان ۱۹۵۲
فینال جام حذفی فوتبال انگلستان ۱۹۵۲، رقابت پایانی جام حذفی فوتبال انگلستان در سال ۱۹۵۲ میلادی است که مابین دو تیم باشگاه فوتبال نیوکاسل یونایتد و باشگاه فوتبال آرسنال در ورزشگاه ومبلی لندن برگزار شده‌است.
این مسابقه که در تاریخ ۳ مه ۱۹۵۲ انجام شده‌است با نتیجه ۱ بر ۰ به سود تیم باشگاه فوتبال نیوکاسل یونایتد به پایان رسید.